# Need for Speed: No Limits
Need for Speed: No Limits – gra z 2015 roku na iOS i Androida. Jest mobilną instalacją w serii gier Need for Speed, wyprodukowana przez Firemonkeys Studios i opublikowaną przez Electronic Arts. Jest to pierwszy franczyzowy tytuł zrobiony ekskluzywnie na urządzenia mobilne, nie tak jak inne mobilne gry z serii które były prostą adaptacją innych gier Need for Speed. Need for Speed: No Limits jest oficjalnie zatwierdzony przez profesjonalnego kierowcę wyścigowego Kena Blocka, który wziął udział w oficjalnym trailerze gry. Wersja beta była ekskluzywna w Republice Chińskiej i w Holandii dla iOS 6 stycznia 2015, na Androida w Holandii 17 lutego 2015 a światowa premiera była 30 września 2015.

## Rozgrywka
Need for Speed: No Limits kładzie twardy nacisk na Street racing, modyfikacje pojazdów i unikanie policji.

## Rozwój
Gra była wyprodukowana przez Firemonkeys Studios i była opublikowana przez Electronic Arts. Gra została wypuszczona na iOS 6 stycznia 2015 ale tylko w Republice Chińskiej i Holandii. Gra była grywalna tylko po niderlandzku jako wersja alfa dla wczesnych testów. Gra została wypuszczona na Androida 17 lutego 2015 jako wersja beta, ale nadal była grywalna tylko po niderlandzku. Premiera światowa wyszła po angielsku, z lepszą kompatybilnością dla urządzeń cztero- i ośmiordzeniowych na których gra się często crashowała jako wersja beta. Nowy kłopotliwy trailer został wydany na YouTubie 18 września 2015. Światowa premiera zakończonej gry była 30 września.